# سیارک ۴۴۷۰

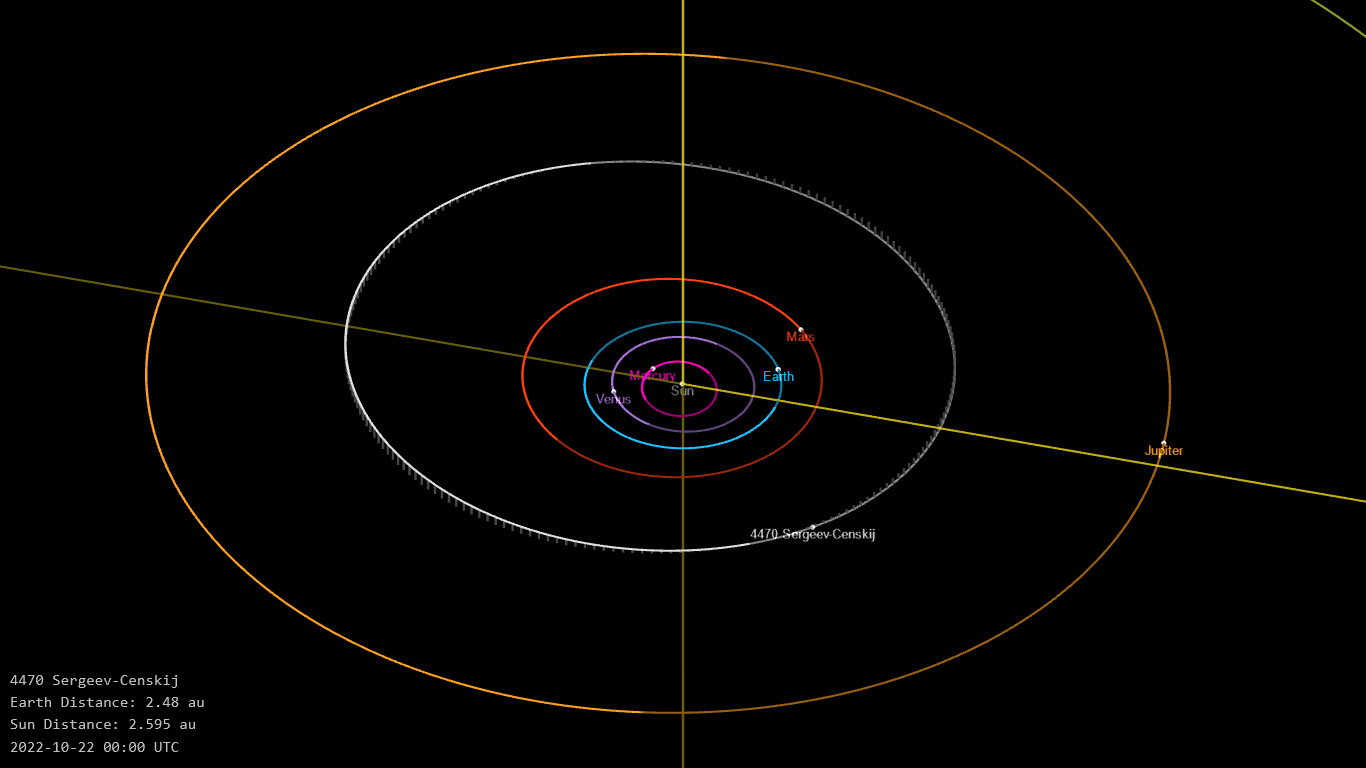
نمایی از محل قرارگیری سیارک ۴۴۷۰ در مدار – ۲۰۲۲

سیارک ۴۴۷۰ (به انگلیسی: 4470 Sergeev-Censkij، نامگذاری:1978QP1) چهار هزار و چهارصد و هفتادمین سیارک کشف شده‌است که در ۳۱ اوت ۱۹۷۸ کشف شد.
قدر مطلق سیارک برابر ۱۱٫۹۰ است.